# Clivus Palatinus
Le Clivus Palatinus est une rue de la Rome antique qui permet d'accéder à la partie haute du mont Palatin depuis la Voie Sacrée.

## Localisation
Le clivus, terme latin désignant une rue en pente, part de la Via Sacra au niveau de l'arc de Titus et rejoint en ligne droite le sommet du mont Palatin, entre la Domus Tiberiana ou palais de Tibère et le temple d'Héliogabale. Il est possible que la rue conduisait à la Domus Augustana (du palais impérial de Domitien) tournée vers la pente opposée de la colline.

## Description
Plusieurs importants tronçons pavés de cette voie processionnelle sont encore visibles aujourd'hui, correspondant à plusieurs rénovations de la chaussée. Il ne reste par contre aucune trace de la voie au sommet du Palatin.